# Krajczár Károly
Krajczár Károly (szlovénül Karel Krajcar) (Apátistvánfalva, 1936. szeptember 2. – Apátistvánfalva, 2018. április 18.) magyarországi szlovén pedagógus, népmesegyűjtő, tankönyvszerkesztő.
Szülei vendvidéki földművesek voltak, id. Krajczár Károly és Borovnyák Etelka. Elemi iskolai tanulmányait szülőfalujában végezte. A budapesti egyetemen a tanárképző szakon tanult. 1956-ban, húszesztendős korában részt vett az október 23-ai a lengyelekért tartott szimpátia-tüntetésen és figyelemmel kísérte Nagy Imre beszédét is. Elmondása szerint a legnagyobb hatást az gyakorolta rá, mikor Kodály Zoltán a később róla elnevezett Kodály köröndön integetett nekik.

Az októberi-novemberi forradalomban nem vett részt, karácsonykor viszont hazaküldték, hogy nyugtassa meg a vendvidéki lakosságot, mivel annak kevés információja volt a fővárosban zajló eseményekről.
Mivel közvetlen része nem volt a forradalomban, ezért visszatérhetett az egyetemre és 1958-ban szlovén–magyar szakos tanári diplomát szerzett. Az apátistvánfalvai iskolában nyert tanári állást, és 1997-ben történt nyugdíjba vonulásáig ott dolgozott.

Az 1970-es évektől kezdett gyűjtőmunkába, először a helyi vend népmeséket gyűjtötte össze, amelyeket még élő idős emberek ismertek. Első kötete vend nyelven jelent meg 1984-ben, majd 1990-ben egy kétnyelvű szlovén–magyar kötet kiadására is sor került. Emellett néprajzi tárgyak gyűjtésével is foglalkozott. 1996-ban egy harmadik kiadást ért meg a kötet, amely régi mesék mellett új gyűjtéseket is tartalmazott.
1964-ben a szlovén nyelv tanfelügyelőjévé nevezték ki, ezt a tisztségét 1970-ig látta el. Az akkor Berzsenyi Dániel Főiskola (ma Savaria Egyetem) szlavisztika tanszéke tanárává választotta.
Visszavonultan élt Apátistvánfalván. Hosszantartó, súlyos betegség után hunyt el otthonában.

## Külső hivatkozás
- Változó Világ: A Magyarországi Szlovének, Press Publica 2003. ISBN 963-9001-83-X